# 乙二胺四乙酸二鈉
乙二胺四乙酸二鈉，又名依地酸二钠 (Disodium Edetate)，是一种化合物，化学式为C10H14N2O8Na2。

## 制备
乙二胺四乙酸二鈉可以由乙二胺、氢氧化钠、羟基乙腈等试剂为原料反应，调节pH后结晶得到。

## 用途

### 工業級
- 工業：清理重金屬離子及Ca2+和Mg2+離子。
- 肥皂：與硬水中的Ca2+和Mg2+離子結合來降低硬度。
- 攝影：以Fe(III)EDTA作為氧化劑。
- 紡織品：與重金屬結合。
- 油生產：加上EDTA 來防止礦物沈澱。
- 牛奶：清洗牛奶瓶。
- 氮氧化物：廢氣處理。

### 食品級
食品級的EDTA純度必在99％以上，是廣泛被核准的食品添加物 (如美國FDA)，屬抗氧化劑與品質改良劑，有防止油脂氧化、食品褐變及乳化食品等功用。
- 食物：作為抗氧化劑，其作用為螯合金屬離子，以避免油脂的氧化。
- 化妝品：加上EDTA 來保存化妝品。
- 汽水：EDTA可避免含有抗壞血酸和苯甲酸鈉的汽水產生致癌物質苯。
- 水的測試：測試水的硬度。

### 醫療級
醫療級的EDTA因質地純淨，可作為重金屬中毒的解毒劑。此外，抽血樣本加入EDTA後，可避免在送驗過程中凝集。
- 生物医学：
  - 汞毒治療：使用EDTA的二鈉鈣鹽-乙二胺四乙酸二鈉鈣（英语：Sodium calcium edetate）[6]（EDTA Na2-Ca）治療重金屬中毒。可治療汞中毒的人，也可治療鉛中毒的人。利用EDTA與重金屬結合的特性，生成穏定而可溶的鹽，隨尿液排出。
  - 检验医学：作为血液等液体类标本的抗凝剂（如全血细胞计数时所采用的血液标本）。
  - 牙醫學：在根管治療術中用來清除一些有機或無機的物質。
  - 生物化學：在分子生物學中用EDTA 來防止金屬離子對酶的影响[7] 。